# Australian Open 2002
De 90e editie van het Australische grandslamtoernooi, het Australian Open 2002, werd gehouden tussen 14 en 27 januari 2002. Voor de vrouwen was het de 76e editie. Het werd gespeeld in het Melbourne Park te Melbourne.
Het toernooi van 2002 trok 518.248 toeschouwers.

## Belangrijkste uitslagen
Mannenenkelspel

Finale: Thomas Johansson (Zweden) won van Marat Safin (Rusland) met 3-6, 6-4, 6-4, 7-6
Vrouwenenkelspel

Finale: Jennifer Capriati (VS) won van Martina Hingis (Zwitserland) met 4-6, 7-6, 6-2
Mannendubbelspel

Finale: Mark Knowles (Bahama's) en Daniel Nestor (Canada) wonnen van Michaël Llodra (Frankrijk) en Fabrice Santoro (Frankrijk) met 7-6, 6-3
Vrouwendubbelspel

Finale: Anna Koernikova (Rusland) en Martina Hingis (Zwitserland) wonnen van Daniela Hantuchová (Slowakije) en Arantxa Sánchez Vicario (Spanje) met 6-2, 6-7, 6-1
Gemengd dubbelspel

Finale: Daniela Hantuchová (Slowakije) en Kevin Ullyett (Zimbabwe) wonnen van Paola Suárez (Argentinië) en Gastón Etlis (Argentinië) met 6-3, 6-2
Meisjesenkelspel

Finale: Barbora Strýcová (Tsjechië) won van Maria Sjarapova (Rusland) met 6-0, 7-5
Meisjesdubbelspel

Finale: Gisela Dulko (Argentinië) en Angelique Widjaja (Indonesië) wonnen van Svetlana Koeznetsova (Rusland) en Matea Mezak (Kroatië) met 6-2, 5-7, 6-4
Jongensenkelspel

Finale: Clément Morel (Monaco) won van Todd Reid (Australië) met 6-4, 6-4
Jongensdubbelspel

Finale: Ryan Henry (Australië) en Todd Reid (Australië) wonnen van Florin Mergea (Roemenië) en Horia Tecău (Roemenië) door walk-over
Rolstoelmannenenkelspel

Finale: Robin Ammerlaan (Nederland) won van David Hall (Australië) met 6-2, 6-4
Rolstoelvrouwenenkelspel

Finale: Esther Vergeer (Nederland) won van Daniela di Toro (Australië) met 6-2, 6-0

## Uitzendrechten
Het Australian Open was in Nederland en België te zien op Eurosport.
1905 · 1906 · 1907 · 1908 · 1909 · 1910 · 1911 · 1912 · 1913 · 1914 · 1915 · 1916–1918 · 1919 · 1920 · 1921 · 1922 · 1923 · 1924 · 1925 · 1926 · 1927 · 1928 · 1929 · 1930 · 1931 · 1932 · 1933 · 1934 · 1935 · 1936 · 1937 · 1938 · 1939 · 1940 · 1941–1945 · 1946 · 1947 · 1948 · 1949 · 1950 · 1951 · 1952 · 1953 · 1954 · 1955 · 1956 · 1957 · 1958 · 1959 · 1960 · 1961 · 1962 · 1963 · 1964 · 1965 · 1966 · 1967 · 1968
↓ open tijdperk ↓
1969 (m-v-md-vd-gd) · 1970 (m-v-md-vd) · 1971 (m-v-md-vd) · 1972 (m-v-md-vd) · 1973 (m-v-md-vd) · 1974 (m-v-md-vd) · 1975 (m-v-md-vd) · 1976 (m-v-md-vd) · jan 1977 (m-v-md-vd) · dec 1977 (m-v-md-vd) · 1978 (m-v-md-vd) · 1979 (m-v-md-vd) · 1980 (m-v-md-vd) · 1981 (m-v-md-vd) · 1982 (m-v-md-vd) · 1983 (m-v-md-vd) · 1984 (m-v-md-vd) · 1985 (m-v-md-vd) · 1986 · 1987 (m-v-md-vd-gd) · 1988 (m-v-md-vd-gd) · 1989 (m-v-md-vd-gd) · 1990 (m-v-md-vd-gd) · 1991 (m-v-md-vd-gd) · 1992 (m-v-md-vd-gd) · 1993 (m-v-md-vd-gd) · 1994 (m-v-md-vd-gd) · 1995 (m-v-md-vd-gd) · 1996 (m-v-md-vd-gd) · 1997 (m-v-md-vd-gd) · 1998 (m-v-md-vd-gd) · 1999 (m-v-md-vd-gd) · 2000 (m-v-md-vd-gd) · 2001 (m-v-md-vd-gd) · 2002 (m-v-md-vd-gd) · 2003 (m-v-md-vd-gd) · 2004 (m-v-md-vd-gd) · 2005 (m-v-md-vd-gd) · 2006 (m-v-md-vd-gd) · 2007 (m-v-md-vd-gd) · 2008 (m-v-md-vd-gd) · 2009 (m-v-md-vd-gd) · 2010 (m-v-md-vd-gd) · 2011 (m-v-md-vd-gd) · 2012 (m-v-md-vd-gd) · 2013 (m-v-md-vd-gd) · 2014 (m-v-md-vd-gd) · 2015 (m-v-md-vd-gd) · 2016 (m-v-md-vd-gd) · 2017 (m-v-md-vd-gd) · 2018 (m-v-md-vd-gd) · 2019 (m-v-md-vd-gd)  · 2020 (m-v-md-vd-gd) · 2021 (m-v-md-vd-gd) · 2022 (m-v-md-vd-gd) · 2023 (m-v-md-vd-gd) · 2024 (m-v-md-vd-gd) · 2025 (m-v-md-vd-gd)
Lijst van Australian Openwinnaars